# Adams, Wisconsin
Adams är en ort i Adams County i delstaten Wisconsin, USA.